# Une femme pour une nuit
Pour plus de détails, voir Fiche technique et Distribution.
Une femme pour une nuit (titre original : Moglie per una notte) est un film italien réalisé par Mario Camerini, sorti en 1952.

## Synopsis
À la fin du XIXe siècle : le comte d’Origo, un débauché notoire, aperçoit une femme ravissante. Dans l’espoir de la séduire, il essaie de savoir qui elle est. En fait, il s'agit de Geraldine, une courtisane expérimentée. Cependant, le maire de l’endroit assure au comte qu’il s’agit d’Ottavia, la femme d’Enrico, son neveu, jeune musicien en difficulté et dont l’espoir est de faire jouer l’opéra qu’il vient de terminer. L’appui du comte lui apporterait, pense-t-il, le soutien dont il a besoin. C’est pour aider Enrico que son oncle veut faire passer Geraldine pour Ottavia. Avant de céder aux avances du comte Geraldine devra lui arracher la promesse qu’il aidera à faire jouer l’opéra de son « mari. » Geraldine, Ottavia et Enrico acceptent de jouer le jeu. Cependant, alors qu’Enrico présente Geraldine au comte impatient, il sent monter en lui la jalousie à mesure que le comte se déclare. Finalement, il l’oblige à partir, irrité par ses avances. Charmé par sa protection, Geraldine lui demande de faire semblant qu’elle est vraiment sa femme pour une nuit, afin qu’elle puisse vivre son rêve d’avoir une vie normale avec un mari dévoué.
Pendant ce temps Ottavia, la vraie, est restée chez Geraldine, où elle s’intéresse au mode de vie des courtisanes. La femme de chambre de Geraldine lui révèle toutes les subtilités du flirt. Faisant semblant d’être Geraldine, elle fait languir deux prétendants ridicules. Sexuellement frustré, le comte entend parler de la courtisane Geraldine et lui rend visite. Il est fasciné par Ottavia. Quand elle apprend que son mari a renvoyé le comte pour être seul avec Geraldine, elle jure de se venger. La femme de chambre la convainc qu’elle doit forcer le comte à accepter de faire jouer l’opéra ; elle se vengera ainsi de son mari en le rendant à la fois jaloux et redevable envers elle. Ottavia fait semblant de consentir à céder au comte, mais ne cesse de retarder l’instant décisif, tout en jouant au piano la musique de l’opéra. Elle refuse de coucher avec lui jusqu’à ce qu’il accepte de faire jouer l’œuvre. Il finit par accepter. Alors qu’il essaie de l’embrasser, s’attendant à une nuit passionnée, Ottavia fait mine de se sentir mal. Voilà le comte forcé de s’asseoir à ses côtés tout le reste de la nuit pendant qu’elle « se rétablit ».
Quelques mois plus tard, l’opéra a un grand succès. Les personnages principaux s’y retrouvent sous leurs véritables identités.

## Fiche technique
- Titre : Une femme pour une nuit
- Titre original : Moglie per una notte
- Réalisation : Mario Camerini
- Scénario : Franco Brusati, Paolo Levi et Mario Camerini d'après la pièce L'Ora della Fantasia d'Anna Bonacci (it)
- Photographie : Aldo Giordani (de)
- Musique : Alessandro Cicognini
- Producteur : Angelo Rizzoli
- Pays d'origine :  Italie
- Format : Noir et blanc — 35 mm — 1,37:1 — Son : Mono
- Genre : Comédie
- Durée : 86 minutes (1 h 26)
- Date de sortie : 1952

## Distribution
- Gino Cervi : comte D'Origo
- Gina Lollobrigida : Ottavia
- Nadia Gray : Geraldine
- Armando Francioli : Enrico Belli
- Paolo Stoppa : Agusto
- Livia Venturini :